# Torre del Burgo
Torre del Burgo ist ein Ort und eine Gemeinde (municipio) mit 493 Einwohnern (Stand: 2024) im Südwesten der Provinz Guadalajara in der Autonomen Gemeinschaft Kastilien-La Mancha. 

## Lage und Klima
Torre del Burgo liegt in einer Höhe von ca. 740 m in der Kulturlandschaft der Alcarria. Die Entfernung zur südsüdwestlich gelegenen Provinzhauptstadt Guadalajara beträgt ca. 22 Kilometer (Fahrtstrecke). Das Klima ist gemäßigt bis warm; Regen (ca. 533 mm/Jahr) fällt übers Jahr verteilt.

## Bevölkerungsentwicklung
| Jahr      | 1970 | 1981 | 1991 | 2001 | 2011 | 2021 |
| Einwohner | 114  | 66   | 58   | 78   | 214  | 470  |

## Sehenswürdigkeiten
- Kirche
- Marienkapelle mit dem Rest des Klosters Sopetrán

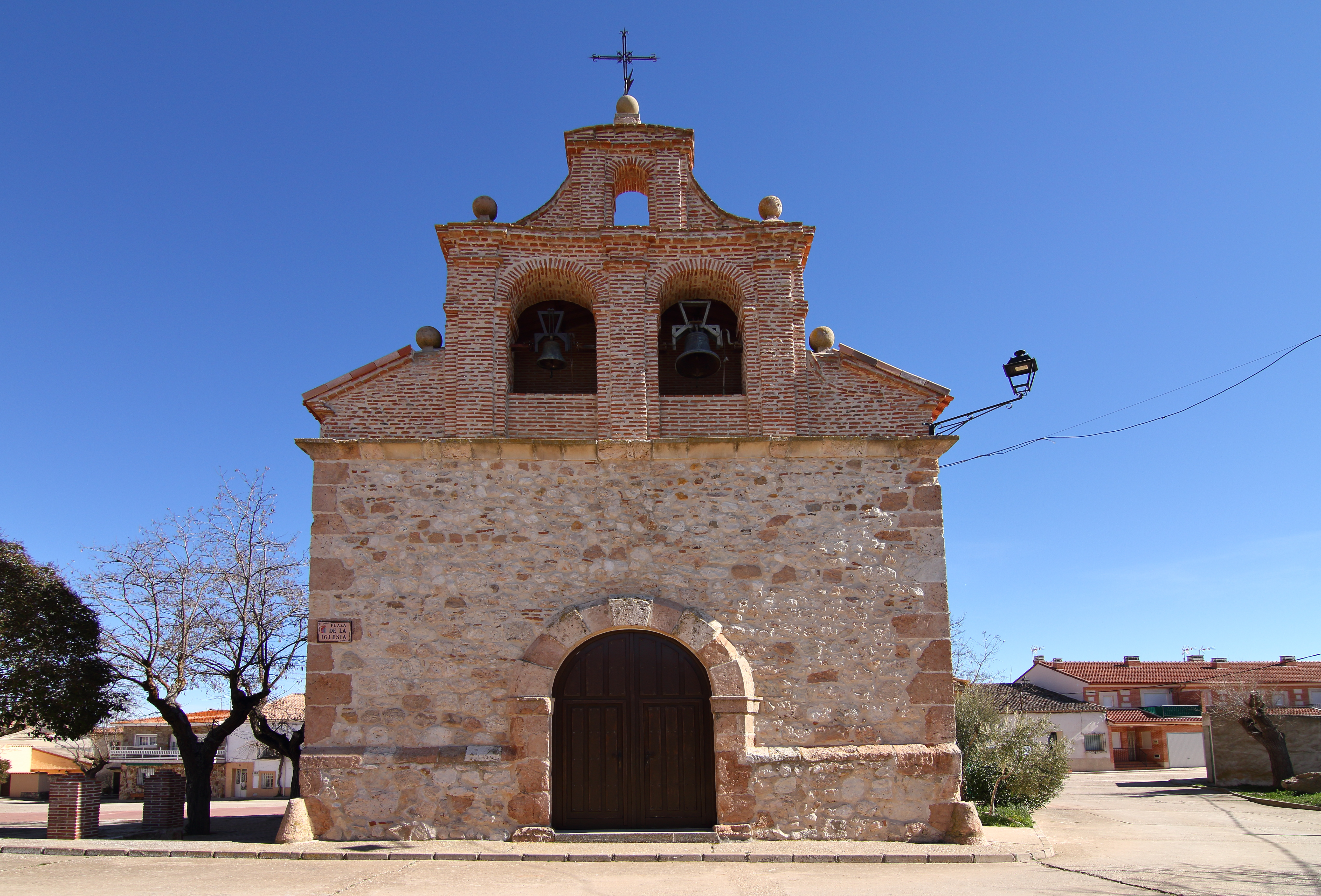
Kirche
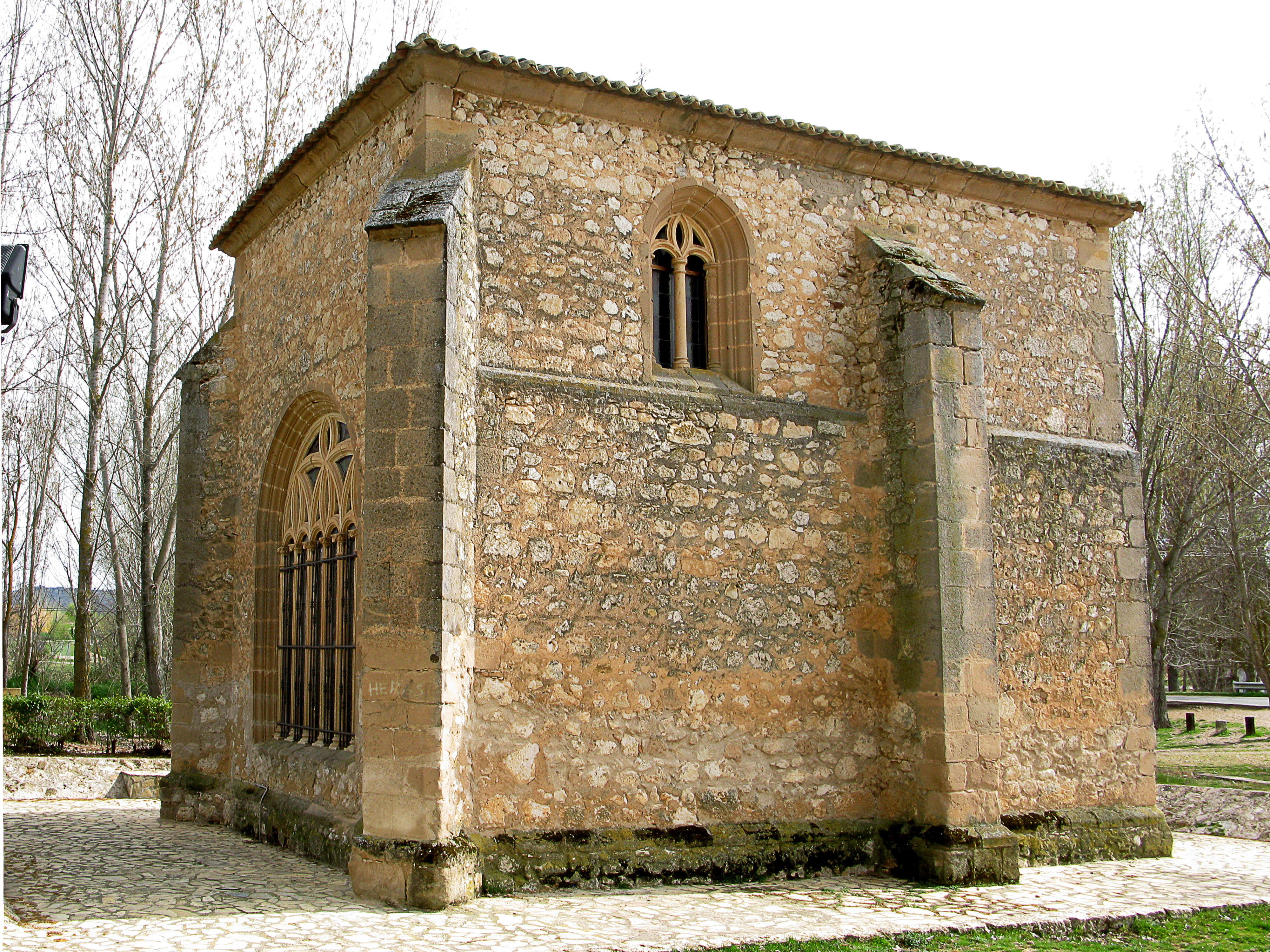
Marienkapelle
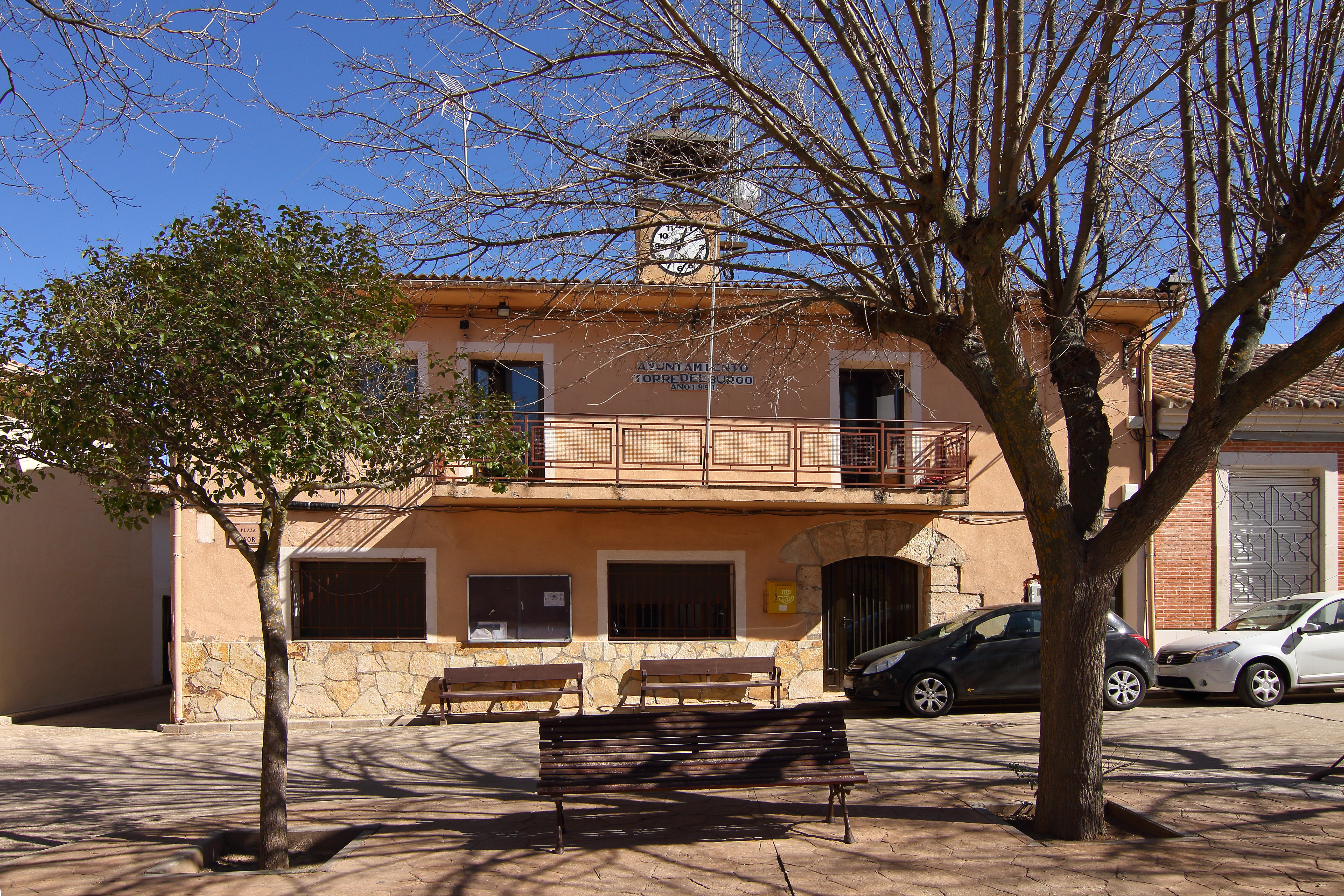
Altes Rathaus
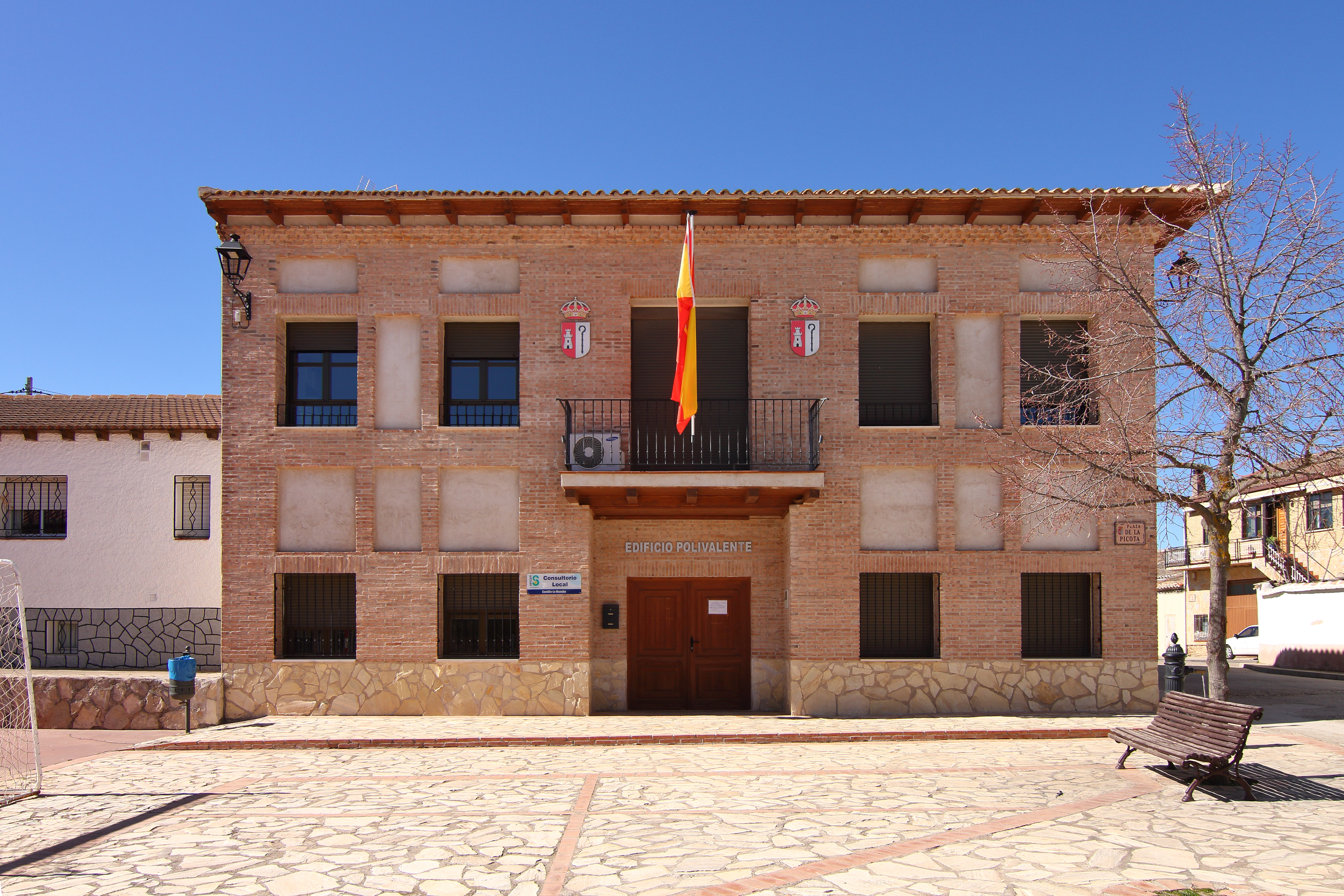
Neues Rathaus